# 狭山市内循環バス

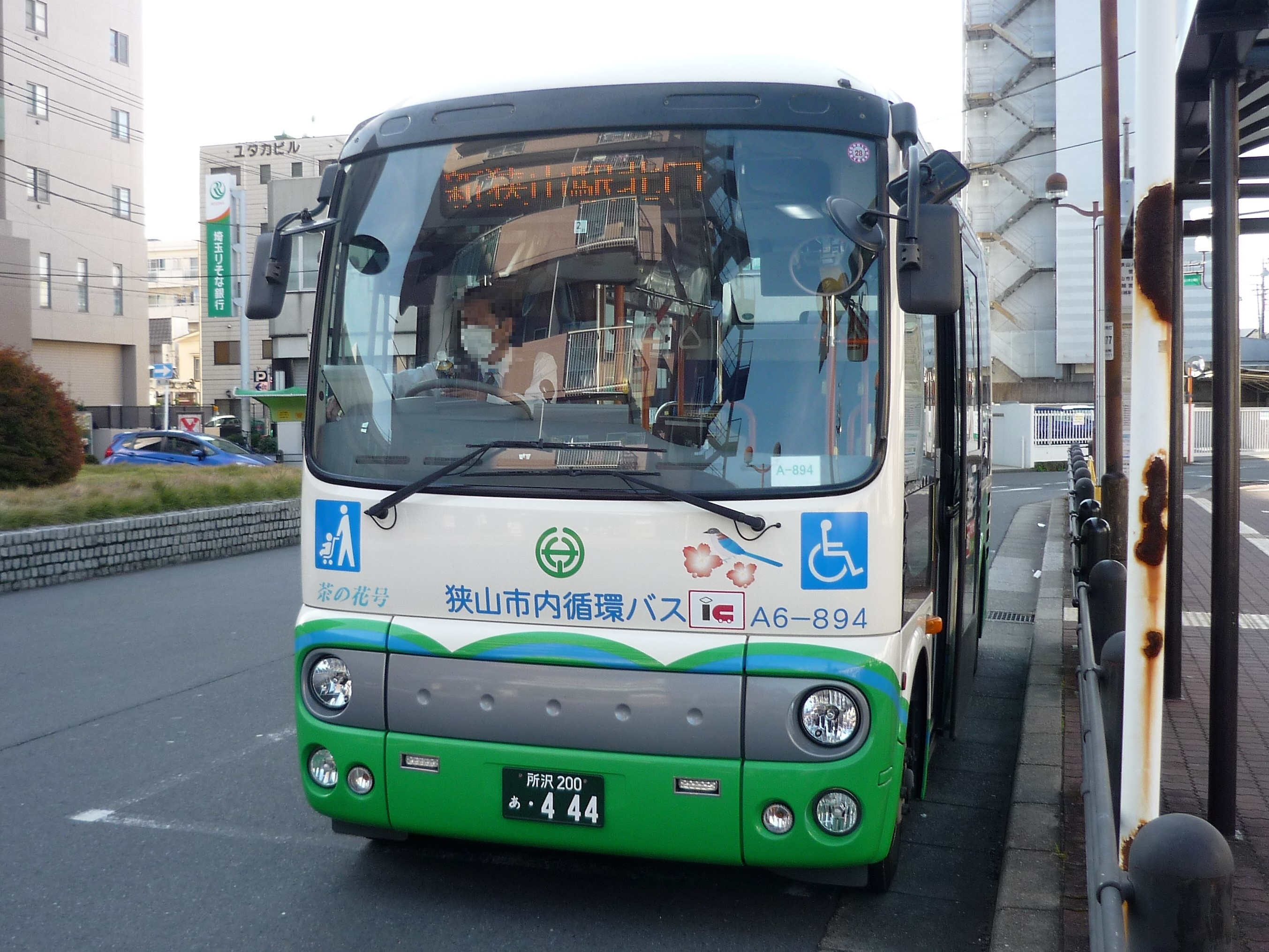
狭山市内循環バス（前面）

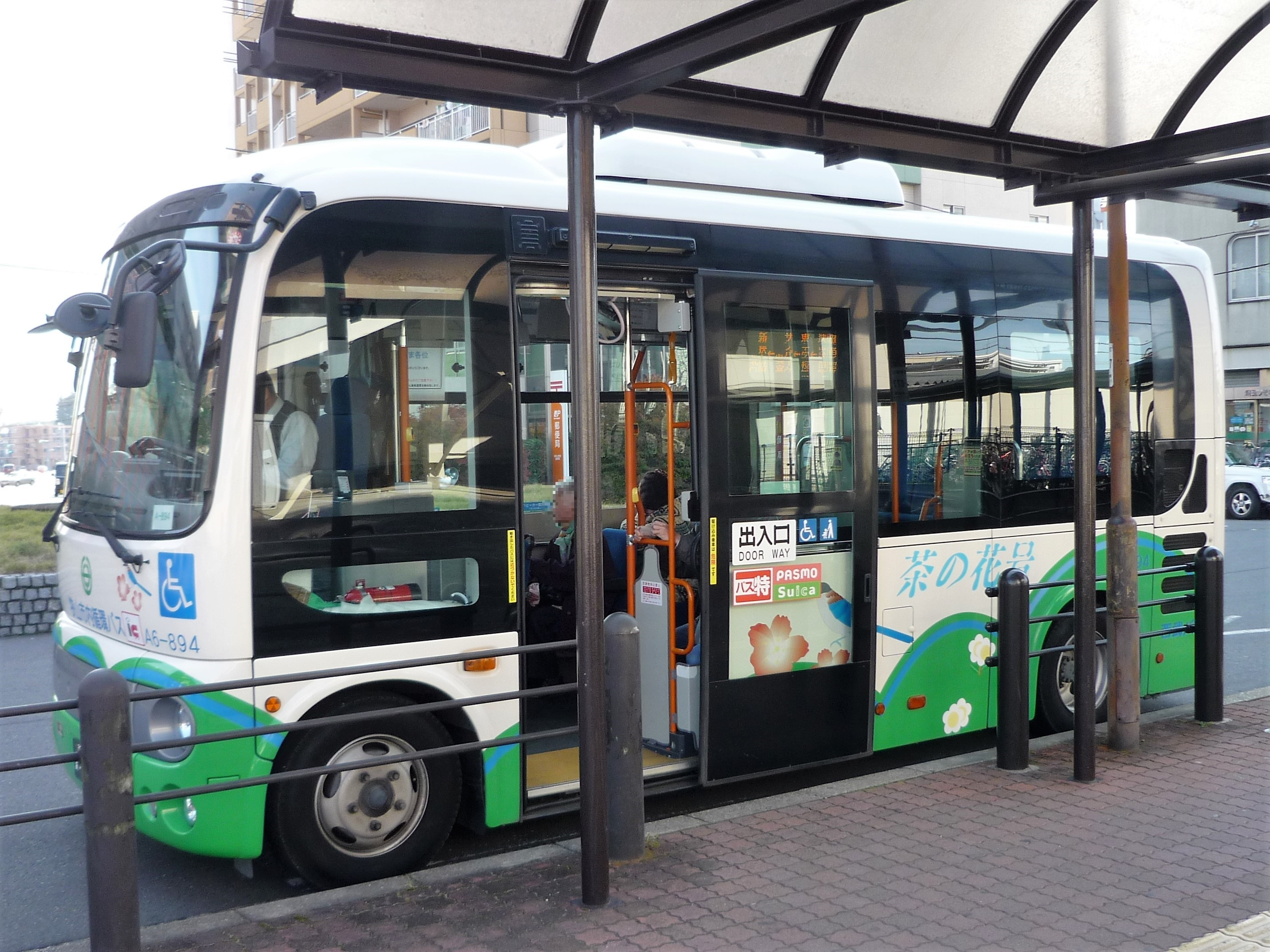
狭山市内循環バス（側面）

狭山市内循環バス（さやましないじゅんかんバス）は、埼玉県狭山市が運行するコミュニティバスである。愛称は「茶の花号」。1998年4月29日運行開始。西武バス狭山営業所が運行を受託している（当初は西武バス川越営業所が受託）。
市内の一般路線バスが通っていない地域を中心に運行している。市内の西武鉄道各駅（西武新宿線狭山市駅西口・新狭山駅・入曽駅東口、西武池袋線稲荷山公園駅・武蔵藤沢駅）を発着・経由する循環路線が運行されている。

## 沿革
1998年4月29日運行開始。コースにより火・木・土曜日運行と水・金・日曜日運行と分かれスタートした。
2001年6月1日から6コースでの運行となった。
運行開始時より西武バス川越営業所が受託していたが、狭山営業所の移転新設にともない、2002年9月に狭山営業所へ移管され、専用車両2台も転属した。
2011年4月1日にダイヤ改定およびルート変更により8コースでの運行となり、日曜日と12月29日 - 1月3日が運休日となった。
2018年12月3日にダイヤ改定およびルート変更が行われ、7コースでの運行となった。この際に狭山市域外へのルートが新設され、狭山市役所を経由するルートが消滅した。
2019年10月1日の消費税増税により運賃を値上げし、現金運賃230円以上の区間で10円、IC運賃175円以上の区間で3～6円の値上げとなった（それ以下の運賃区間は据え置き）。75歳以上の高齢者市民対象の特別乗車制度（後述）については変更なし。これにより最高運賃が現金運賃320円から330円（IC運賃320円から326円）に改定された。

## 運行内容
日曜日と年末年始の12月29日 - 1月3日は運休。
かつては月曜日が運休で、祝祭日・振替休日の場合は臨時に運行される場合があり、前もって運行日と運行ルートを市の広報などで告知するようになっていた。
運賃は後乗り後払いの整理券方式で、初乗り100円からの区間運賃制。小学生は50円均一、未就学児は無料。乗継割引券、定期券の発行はない。
支払いは現金の他、Pasmo・Suica等の交通系ICカードが利用できる。過去にはバス共通カードも利用できた。
市内在住の75歳以上の高齢者、障害者手帳などを所持する障害者には申請により「特別乗車証」を発行している。特別乗車証は高齢者用（ブルー）、障害者用（グリーン）の2種類があり、高齢者は100円均一、障害者は無料で乗車できる。また後期高齢者医療被保険者証など年齢を確認できる証明書の提示でも高齢者割引運賃（100円均一）で乗車できる。

## 路線
主な停留所のみ掲載。

### 現行路線
2018年12月3日の改正以降の路線。8コースから7コースへ路線再編された。

#### 水富コース
- 狭山市駅西口 - さやま総合クリニック - 広瀬消防署 - つつじ野団地西 - 日生団地 - 広瀬台 - つつじ野団地西 - 広瀬消防署 - 根岸新道 - 笹井 - 入間野田モール
  - 1日上下各3便運行

#### 奥富・狭山コース
- 新狭山駅北口 - 新狭山公民館 - 田中 - 狭山市駅西口 - 埼玉石心会病院 - 市民会館 - イオン狭山店 - サンパーク奥富 - 西武柏原ニュータウン
  - 1日上下各2便運行
  - 狭山市市民健康文化センター「サンパーク奥富」の休館日には「サンパーク奥富」停留所には停車しない。

#### 堀兼コース（循環）
- 新狭山駅南口 - 氷川神社 - 新狭山ハイツ - 老人福祉センター寿荘 - つつじ苑 - 堀兼 - あぐれっしゅげんき村 - 保健センター入口 - ベスタ狭山 - 狭山元気プラザ入口 - 新狭山駅南口　※→右回り、←左回り
  - 1日右回り2便、左回り2便の計4便運行

#### 入曽東コース（循環）
- 入曽駅東口 - 水押住宅 - あぐれっしゅげんき村 - 堀兼神社 - 大生病院入口 -  西武フラワーヒル - 東急狭山団地中央 - 入曽駅東口　※→右回り、←左回り
  - 1日右回り2便、左回り2便の計4便運行

#### 入曽西コース（循環）
- 入曽駅東口 - 水野保育所 - 水野公民館入口 - 武蔵藤沢駅 - 入曽多目的広場 - 老人福祉センター不老荘 - 入曽駅東口　※→右回り、←左回り
  - 1日右回り2便、左回り2便の計4便運行

#### 通勤通学コース（稲荷山公園駅）
- 稲荷山公園駅 - 広瀬橋 - つつじ野団地中央 - 日生団地
  - 稲荷山公園駅発は朝3便、夜5便、日生団地発は朝4便、夜4便運行

#### 通勤通学コース（入曽駅）
- 入曽駅東口 - 東急狭山団地 - 西武フラワーヒル
  - 入曽駅東口発は朝3便、夜5便、フラワーヒル発は朝4便、夕5便運行。

### 過去の路線

#### 2018年12月3日の改正以前の路線
2011年4月1日の改正により、8コースでの運行となっていた。

##### 水富循環コース
- 狭山市駅西口 → 狭山市役所 → 住宅入口 → 稲荷山公園駅 → 広瀬橋 → 上広瀬 → 根岸新道 → 笹井 → 八木沢口地区集会所 → 根岸新道 → 上広瀬 → 広瀬橋 → 稲荷山公園駅 → 住宅入口 → 狭山市役所 → 狭山市駅西口
  - 1日3本運行

##### 柏原循環コース
- 狭山市駅西口 → 七夕通り商店街 → 新富士見橋 → 西武柏原入口 → 下宿 → 坂上 → 都市緑化植物園 → 柏苑 → 横宿 → 下宿 → 西武柏原入口 → 新富士見橋 → 七夕通り商店街 → 狭山市駅西口
  - 1日3本運行

##### 奥富循環コース
- 新狭山駅北口 - 西武文理小学校 - 前田 - サンパーク奥富 - 下奥富 - 狭山ケーブルテレビ - 東中学校前 - 狭山台団地 - 加佐志 - 新狭山駅南口
  - 1日2往復運行
  - 狭山市市民健康文化センター「サンパーク奥富」の休館日には「サンパーク奥富」停留所には停車しない。

##### 堀兼循環コース
- 新狭山駅南口 - 氷川神社 - 新狭山ハイツ - 老人福祉センター - 新狭山ハイツ - 中新田 - 堀兼農協前 - 堀上 - 保健センター入口 - 東中学校前 - 東三ツ木大沢 - 新狭山駅南口
  - 1日2往復運行

##### 入曽東循環コース
- 入曽駅 - 下水野 - 赫下 - 堀兼神社 - 西武フラワーヒル - 東急狭山団地 - 入曽駅
  - 1日2往復運行

##### 入曽西循環コース
- 入曽駅 - 野球場南 - 水野公民館入口 - 水野本堀 - 不老荘 - 入曽駅
  - 1日2往復運行

##### 通勤通学稲荷山コース
- 日生団地 - つつじ野団地中央 - 広瀬橋 - 稲荷山公園駅
  - 日生団地発は朝4本、夕4本運行。稲荷山公園駅発は朝3本、夕5本運行

##### 通勤通学バス入曽駅コース
- 西武フラワーヒル - 東急狭山団地 - 入曽駅
  - フラワーヒル発は朝4本、夕6本運行。入曽駅発は朝3本、夕5本運行

#### 2011年4月1日改正以前の路線
西武池袋線稲荷山公園駅北口傍にある「狭山市ふれあい健康センター『サピオ稲荷山』」を拠点に、コースごとに曜日を分けて6コースで運行していた。全コースで1日3往復の運行であった。

##### 火・木・土曜運行コース
南コース
- サピオ稲荷山 - 狭山市役所 - 狭山市駅東口 - 入間川病院 - 富士見一丁目 - 入曽駅 - 下新田 - 堀兼 - 入曽駅 - 水野公民館入口 - 入曽駅 - 老人福祉センター不老荘

北コース
- サピオ稲荷山 - 狭山市役所 - 狭山市駅西口 - 市民会館 - 新狭山公民館 - 新狭山駅北口 - サンパーク奥富 - 柏原南 - 坂上 - 老人福祉センター宝荘

東南コース
- 狭山市立博物館 - サピオ稲荷山 - 狭山市役所 - 狭山市駅東口 - 入間川病院 - 狭山台公民館入口 - 狭山台図書館 - 老人福祉センター寿荘 - 新狭山ハイツ - 新狭山駅南口 - 中新田 - 堀兼神社 - 西武フラワーヒル -（←南入曽前原） - 入曽駅 -（←南入曽前原） - 老人福祉センター不老荘

##### 水・金・日曜運行コース
東コース
- サピオ稲荷山 - 狭山市役所 - 狭山市駅東口 - 入間川病院 - 狭山台南 - 狭山中央公園 - 堀兼 - 堀兼公民館 - 新狭山ハイツ - 老人福祉センター寿荘 - 東三ツ木 - 新狭山駅南口 - 新狭山駅北口 - サンパーク奥富

西コース
- サピオ稲荷山 - 狭山市役所 - 狭山市駅西口 - 下諏訪 - 広瀬橋 - 根岸新道 - 笹井ダム - 水富公民館 - つつじ野団地西 - 智光山公園 - 老人福祉センター宝荘 - 坂上 -サンパーク奥富

北中コース
- 狭山市立博物館 - サピオ稲荷山 - 狭山市役所 - 狭山市駅西口 - 社会福祉会館 - 市民会館 - 新富士見橋東 - 新富士見橋西 - つつじ野団地西 - 日生団地 - 西武柏原入口 - 坂上 - 柏苑 - 老人福祉センター宝荘 - 柏苑 - 坂上 - 西武柏原ニュータウン - サンパーク奥富

※車椅子リフト使用不可能なバス停あり。

## 車両
- 日野・リエッセ - 初代車両。全車ステップリフトバス、2001年以降はAT車での導入。
  - 1998年の運行開始時に2台導入（KC-RX4JFAA）。2002年、当初受託していた川越営業所から狭山営業所へ転属（除籍済み）。
  - 2001年に2台導入（KK-RX4JFEA）。川越シャトルから転用しカラーリングを変更した。(除籍済み)
  - 2011年に2台導入（BDG-RX6JFBA）。
- 日野・ポンチョ（ショートボディ）- 2代目車両。ノンステップバス。
  - 2016年、2021年に各1台を導入
- 狭山市地域交通計画(素案)のP.34に、令和7年度以降環境負荷の低い車両の導入を検討しているとの、記述がある[4]。